# Тань Юйлин
Тань Юйлин (кит. 谭玉龄; 1920 — 14 августа 1942) — наложница Пу И, императора Маньчжоу-го.

## Биография

### Наложница
Тань Юйлин родилась в 1920 году. Этнически принадлежавшая к маньчжурскому клану Татала, Юйлин впоследствии изменила свою маньчжурскую фамилию на общепринятый ханьский аналог «Тань» (谭), что было обусловлено всплеском антиманьчжурских настроений после Синьхайской революции в Китае, свергшей маньчжурскую династию Цин. В 1927 году, будучи ещё ребёнком, она была принята на службу Маньчжурского Императорского Двора в изгнании в Тяньцзине, а в 1932 году, после основания на территории Маньчжурии марионеточного государства Маньчжоу-го, отправилась туда вместе с Двором.
6 апреля 1937 года по настоянию японцев семнадцатилетняя Тань Юйлин была выбрана в качестве младшей наложницы для императора Пу И, получив специальное имя Сян (祥) и титул «гуйжэнь» (贵人, «наложница пятой ступени»). Историк В.Н. Усов считал, что завести младшую наложницу Пу И посоветовал один из родственников в Пекине с целью «наказать» императрицу Вань Жун, выказав ей свою немилость.

### Смерть
Тань Юйлин была недовольна тем, что Японская империя пыталась оказывать влияние на Пу И. Через несколько лет после вступления в брак с Пу И она заболела брюшным тифом и вскоре скончалась. Как предполагал император, девушку отравили японцы, так как наложница умерла вскоре после инъекции, сделанной японским врачом.
После смерти «пятой супруги» японцы настойчиво предлагали Пу И заменить ушедшую из жизни Юйлин этнической японкой, однако император отказался от этого. Тань Юйлин была посмертно возведена в ранг «благородной наложницы» («супруги второй степени») и получила посмертное имя «Мин-Сиань» (明贤).
В 2004 году потомки императорского дома династии Цин занялись рассмотрением вопроса о повышении Тань Юйлин до статуса «супруги первой степени» («благородного консорта»).